# Казанский монастырь (Тамбов)
Казанский Богородичный монастырь — мужской монастырь Тамбовской епархии Русской православной церкви, расположенный в городе Тамбове по адресу ул. Максима Горького 2, 2а, 2б, 3.
В зданиях обители находится Тамбовская духовная семинария. При монастыре действует воскресная школа для детей и взрослых.

## История монастыря

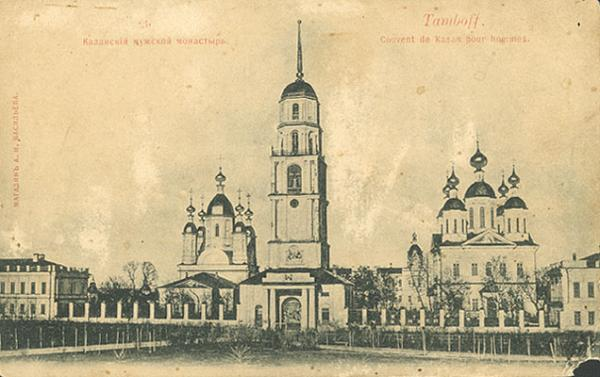
Казанский монастырь в Тамбове. Открытка дореволюционная

Основан около 1670 года старцем Иосифом с южной стороны города Тамбова. В 1679 году братии монастыря были пожалованы в дар мельницы на реках Студенце и Цне в районе села Донского. В монастырской собственности находились земли Троицкой Дубравы, Троицкого Караула, хутор Трёх Лощин, берег реки Кариана и земли близ села Татаново.
Из-за пожаров, которые часто возникали в городе Тамбове, архитектурный облик монастыря неоднократно менялся. Значительное его переустройство произошло в середине XVIII века.
При возобновлении в 1758 году Тамбовской епархии назначенный на неё епископ Пахомий (Симанский) выбрал Казанскую обитель своей архиерейской резиденцией. Новый деревянный архиерейский дом, духовная консистория, баня, конюшенный двор, хозяйственные службы были выстроены рядом с братским корпусом и храмом.
Каменное строительство зданий и храмов Казанского мужского монастыря датируется последним десятилетием XVIII века.
Много трудов по строительству и благоустройству Казанской обители положили епископ Феофил (Раев), управлявший Тамбовской епархией в 1788—1811 годы. По его поручению были возведены два каменных храма, сохранившиеся до наших дней, — Казанский и Иоанно-Предтеченский. Возводил храмы бывший саровский послушник Нафанаил. В историю строительства монастыря вошли имена протоиерея С. А. Березнеговского, архитектора по образованию, и инженера-архитектора А. С. Четверикова. Здания монастыря выстроены в духе классицизма, господствовавшего в то время в русской архитектуре.
Казанский монастырь был закрыт 19 октября 1918 года «в связи с фактом выступлений против советской власти при вспышке контрреволюционного мятежа в Тамбове». Во время гражданской войны после Антоновского крестьянского восстания в Казанском монастыре советской властью был устроен лагерь, в котором велись допросы и расстрелы участников восстания. В это же время под предлогом обветшания сооружения была разрушена величественная колокольня. Кирпичи и щебень были использованы на строительство клуба в пригороде (ныне город Котовск), а колокола как памятники истории и культуры переданы Главнауке.
В 1920-х годах здесь размещалась Тамбовская губернская ЧК. В последующие годы был уничтожен некрополь, разрушена колокольня. В Казанской церкви размещался филиал Государственного архива Тамбовской области.
28 июня 1927 года президиум Тамбовского городского исполнительного комитета принял решение «изъять колокола из бывшего Казанского монастыря».
30 августа 1960 года постановлением Совета министров РСФСР № 1327 взят под охрану государства как памятник республиканского значения.
Возрождение обители началось 22 декабря 1992 года.
В августе 2014 года в ходе двухдневного визита в Тамбов Патриарх Московский и всея Руси Кирилл освятил памятник епископу Питириму, основателю Вознесенского монастыря, колокольню Казанского монастыря.

## Постройки монастыря

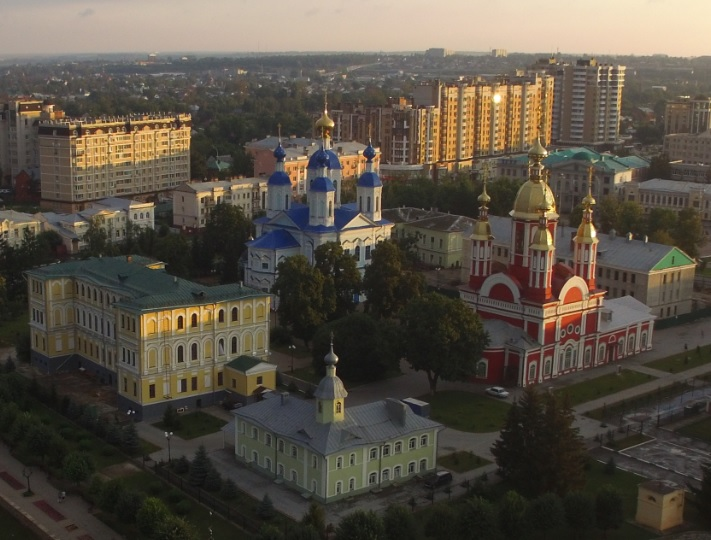
Монастырь с высоты птичьего полёта

### Храмы
Объект культурного наследия № 6810002005
- Церковь Казанской иконы Божией Матери. Заложена как летняя церковь в 1791 году. Освящена в 1796 году епископом Феофилом (Раевым). Построена по образцу Успенского собора Саровского монастыря. Известна как единственная в мире православная церковь, расписанная в технике «гризайль». По преданию, именно здесь в 1793 году был рукоположён в иеромонахи преподобный Серафим Саровский. В Казанской церкви у южной стены в 1811 году погребён епископ Феофил (Раев). Сохранилась плита с эпитафией над его могилой. Реставрация храма была завершена к празднованию 325-летия Тамбовской епархии — к августу 2007 года. 5 августа 2007 года епископ Тамбовский и Мичуринский Феодосий совершил его великое освящение.
- Церковь во имя Иоанна Предтечи. Зимняя. Заложена в 1794 году, освящена в 1821 году. С 2010 года воссоздаётся пятиглавие.
- Церковь во имя Святых Равноапостольных Кирилла и Мефодия. Семинарский домовый храм. Освящён в 2005 году.

### Часовни

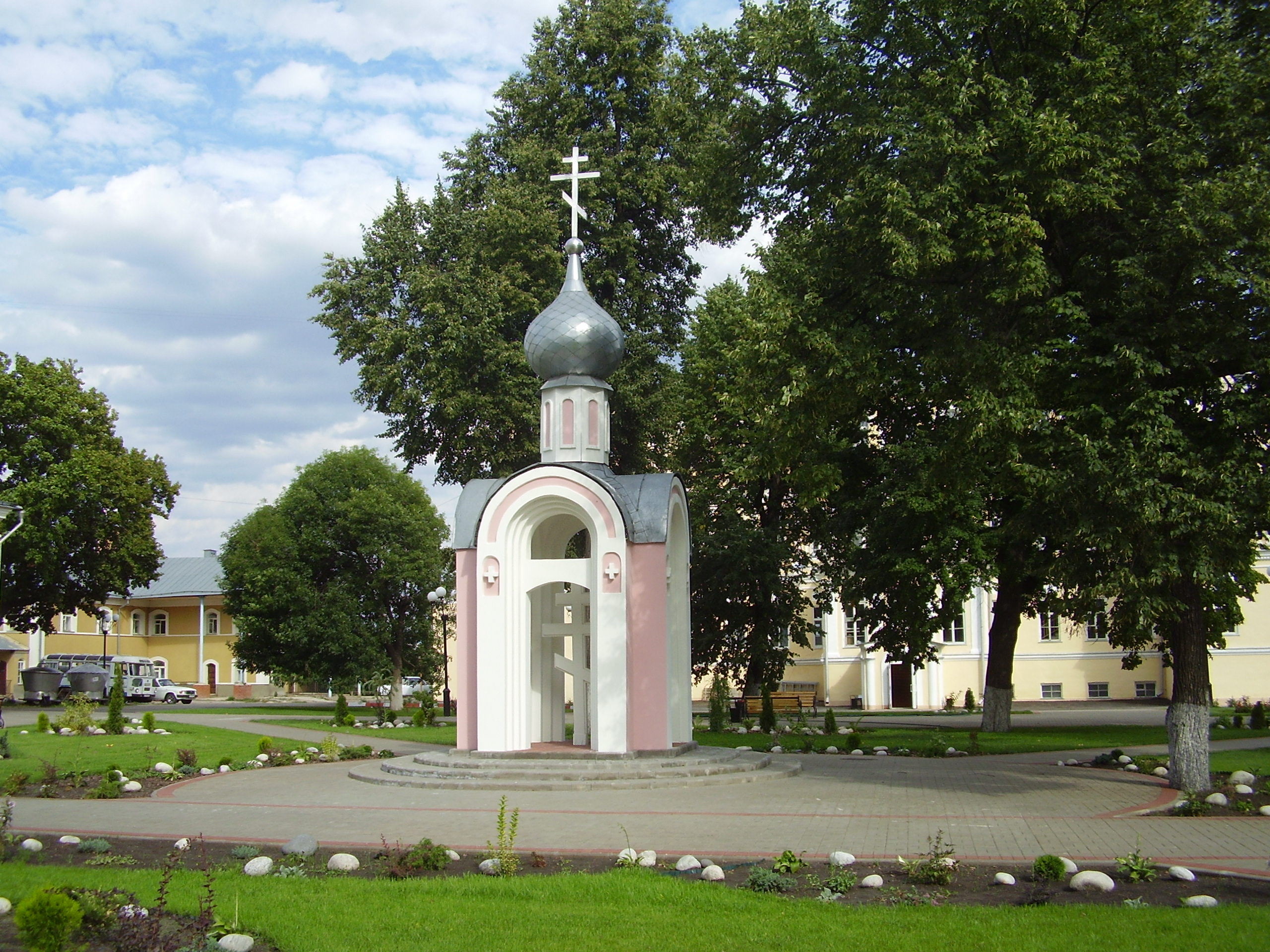
Часовня в память жертв Тамбовского восстания

- В память погибших в годы гражданской войны. Освящена патриархом Московским и всея Руси Алексием II в 1993 году.
- Часовня над могилой архиепископа Нижегородского и Арзамасского Евгения (Ждана). Освящена в 2003 году епископом Тамбовским и Мичуринским Феодосием.

### Колокольня

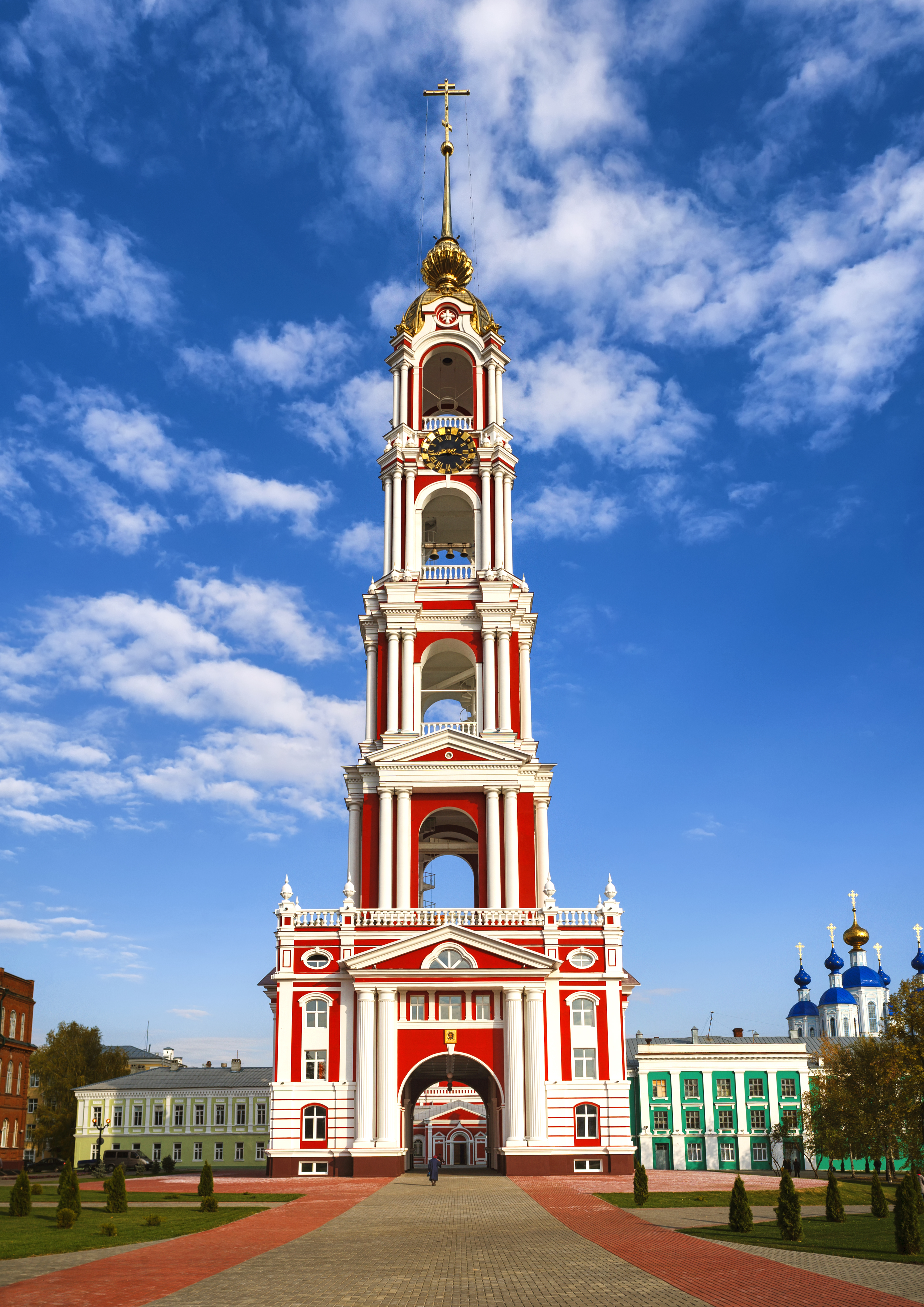
Колокольня Казанского монастыря

Многоярусная колокольня, достроенная в 1848 году, снесена в советские годы. На месте колокольни возвели школу № 32. Её снесли при строительстве новой колокольни, и на её месте (на 2019 год) возводится новый корпус духовной семинарии «Сколково-Тамбов». По информации Тамбовской митрополии, здание оснастят по последнему слову техники. «Строительные и отделочные работы проводятся на средства, изыскиваемые епархиальным управлением, а также на пожертвования монастырей и приходов епархии».
10 августа 2007 года состоялось торжество освящения креста и закладного камня на месте колокольни.
Весной 2009 года начато строительство новой надвратной колокольни (проект АКБ «Архитектор»; арх. А. и Г. Лунькины). Высота проездной арки 7,5 м, ширина — 6,5 м.
В начале августа 2009 года прокуратура области на запрос одного из депутатов облдумы ответила: разрешения на строительство колокольни, наличие которой предусмотрено Градостроительным кодексом РФ, у Тамбовской епархии нет. Но «основания для принятия мер прокурорского реагирования отсутствуют».
Утром 27 июля 2011 года на колокольню подняли вертолётом и установили 20-метровую конструкцию шпиля (весом около 4 тонн). 30 августа 2014 года в ходе двухдневного визита в Тамбов патриарх Московский и всея Руси Кирилл освятил колокольню Казанского монастыря.
Колокольня Казанского мужского монастыря — высочайшая в Центральном федеральном округе и вторая по величине в России, уступает она лишь шпилю Петропавловского собора в Санкт-Петербурге. Её высота 107 метров, хотя в документах указано 96,6; по словам заведующего архитектурно-строительным отделом Тамбовской епархии протоиерея Георгия Неретина это объясняется следующим образом: «Проектная документация на объекты высотой более 100 метров рассматривается в Москве. Нам же удобнее было решать вопросы в регионе. Вот и записали меньшую высоту». Историческая колокольня 1848 года «была куда менее вызывающих форм и размеров».